# Kalydón (archipel de Crète)
Ne doit pas être confondu avec Calydon.
L'archipel crétois de Kalydón (Καλυδών, signifiant en français : bien donné), situé dans le dème d'Ágios Nikólaos du district régional de Lassíthi, se compose de trois îles : au nord Spinalónga rebaptisée Mikri Kalydón en 1954, au centre la presqu'île insularisée (par le percement d'une passe) de Mégali Kalydón ou Mégali Spinalónga, et à l'est l'îlot de Kolokýtha. Mikri Kalydón est une ancienne forteresse, prison et léproserie. 

## Galerie

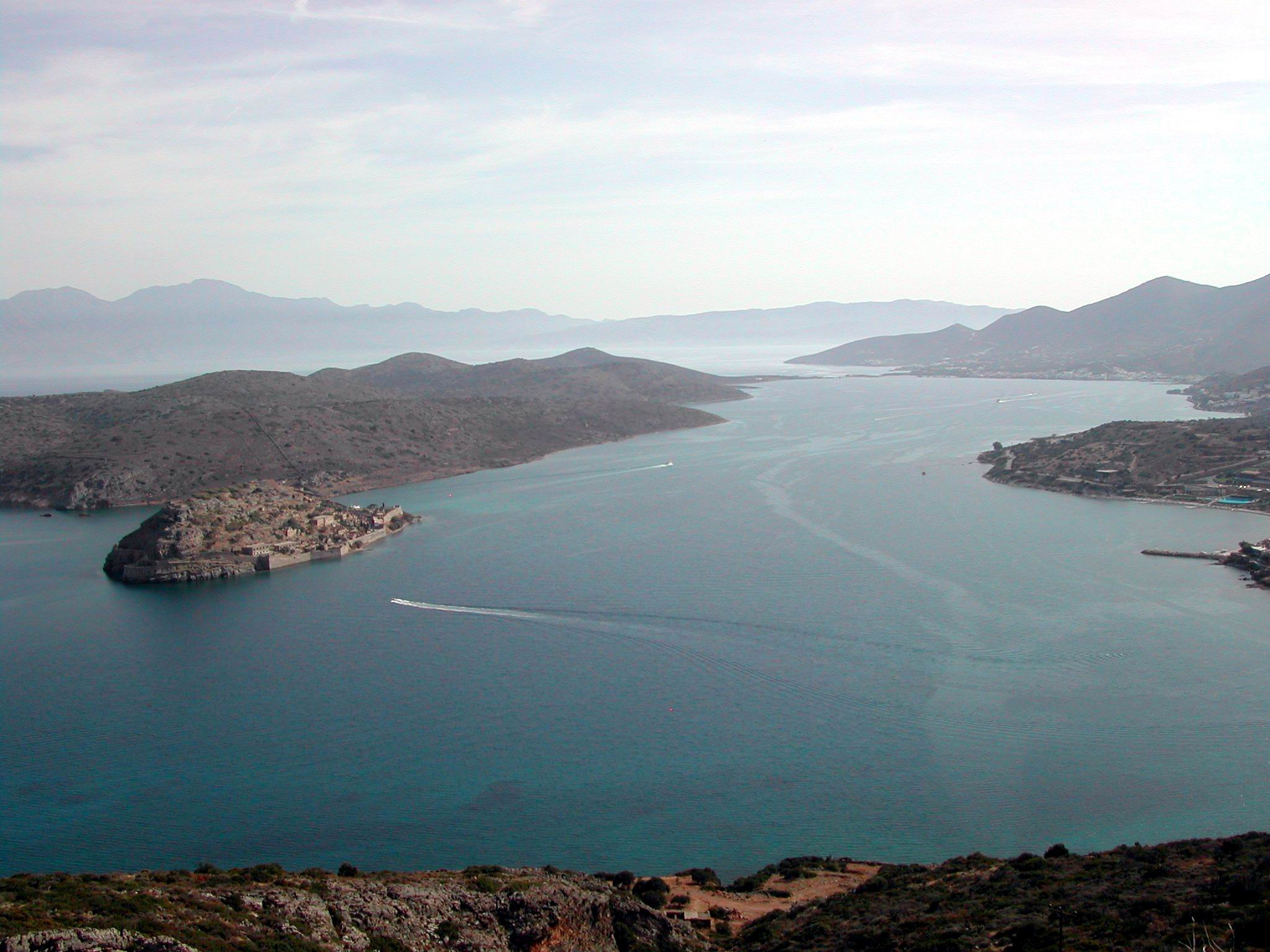
Vue de l'archipel depuis le nord : à droite la Crète
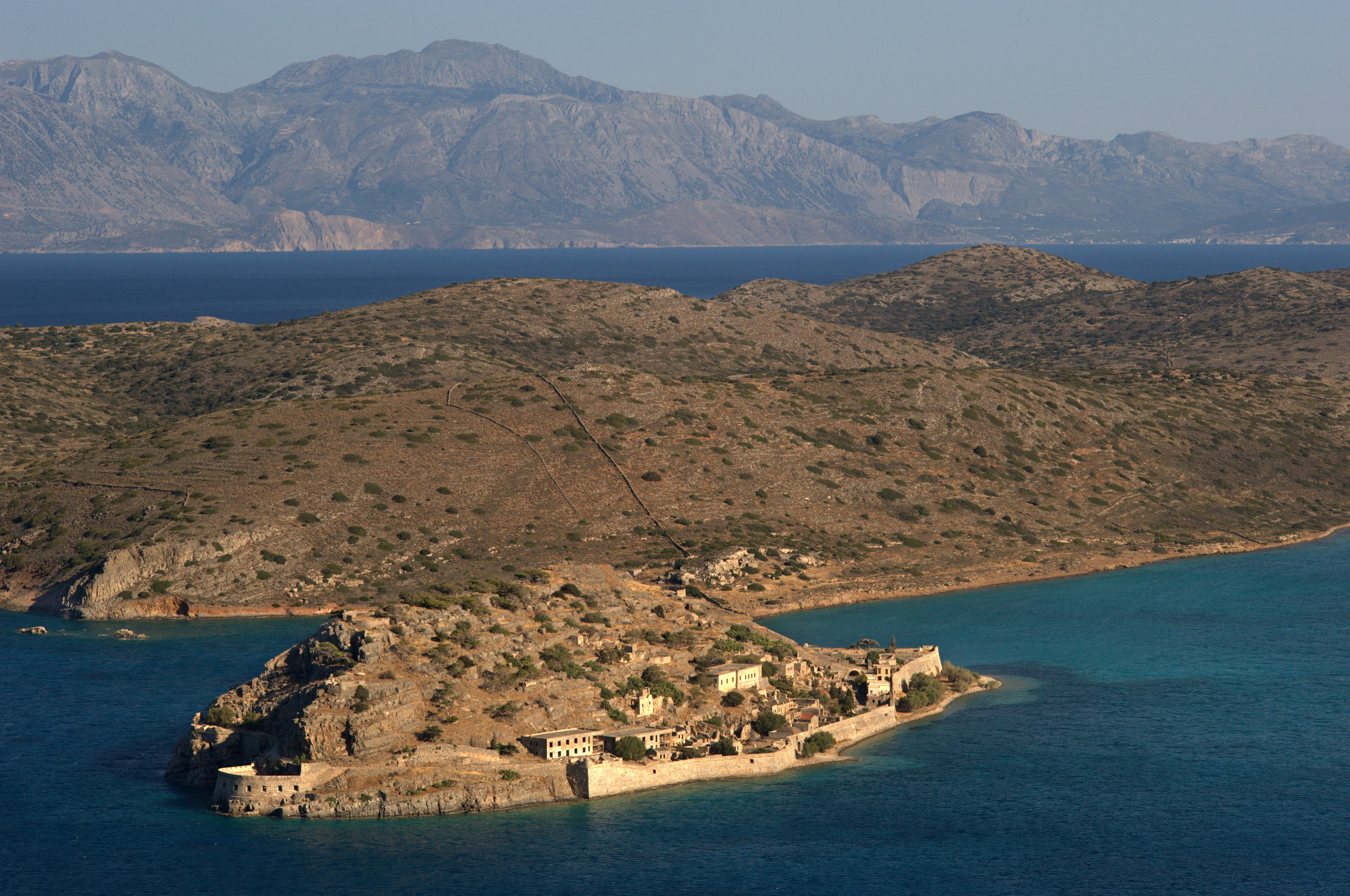
La petite (devant) et la grande Kalydón / Spinalonga ; au fond la Crète
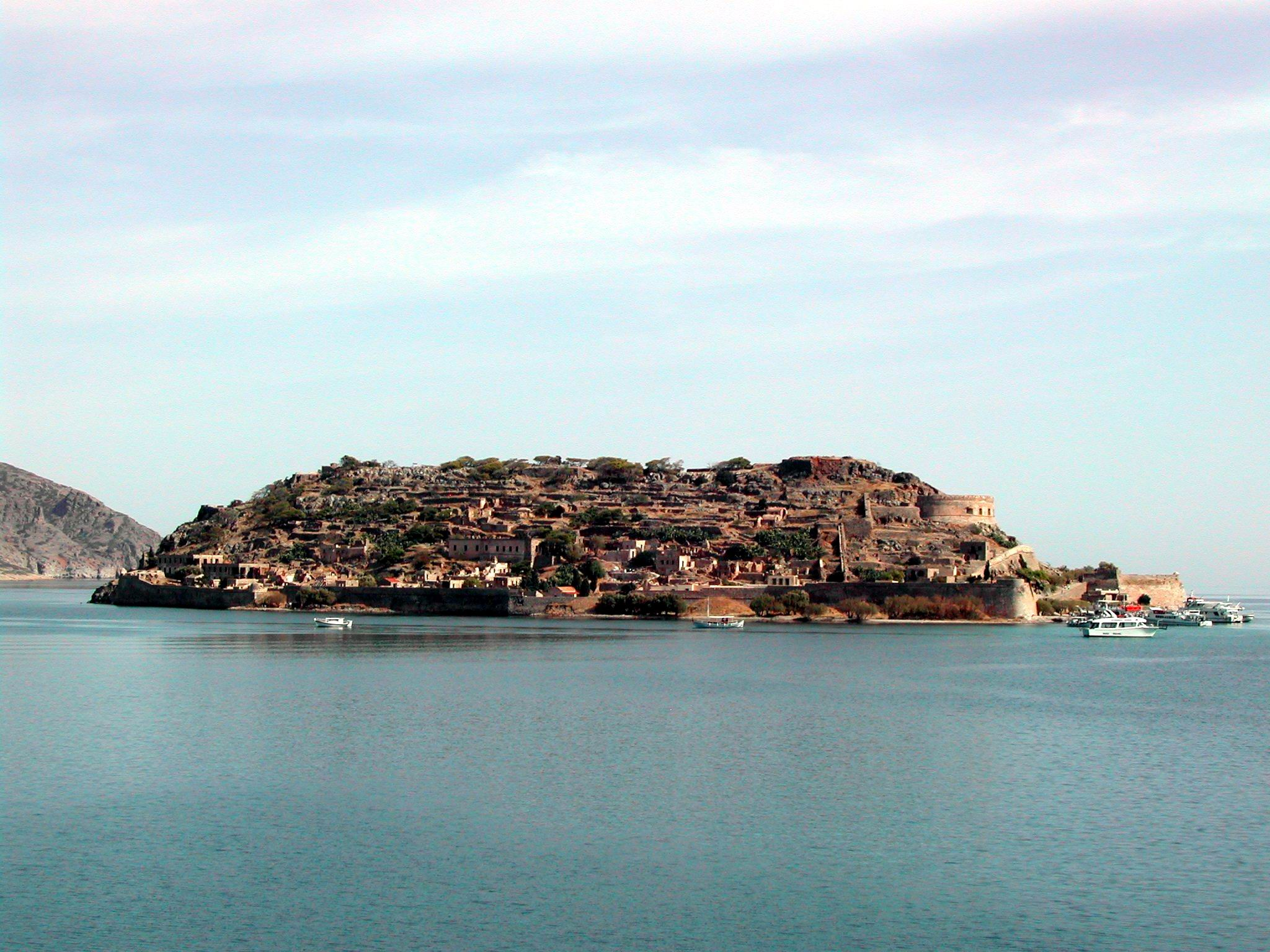
L'ancienne léproserie
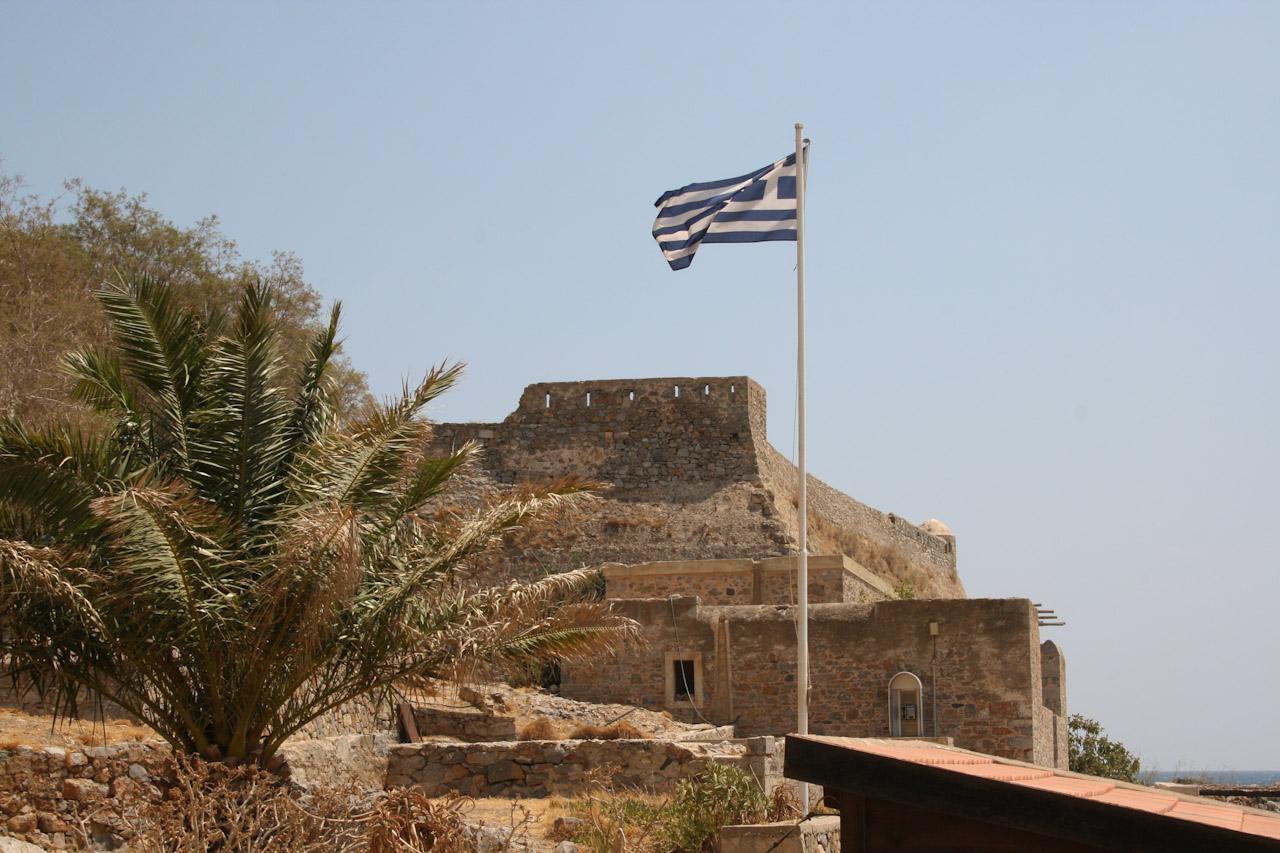
Forteresse de…
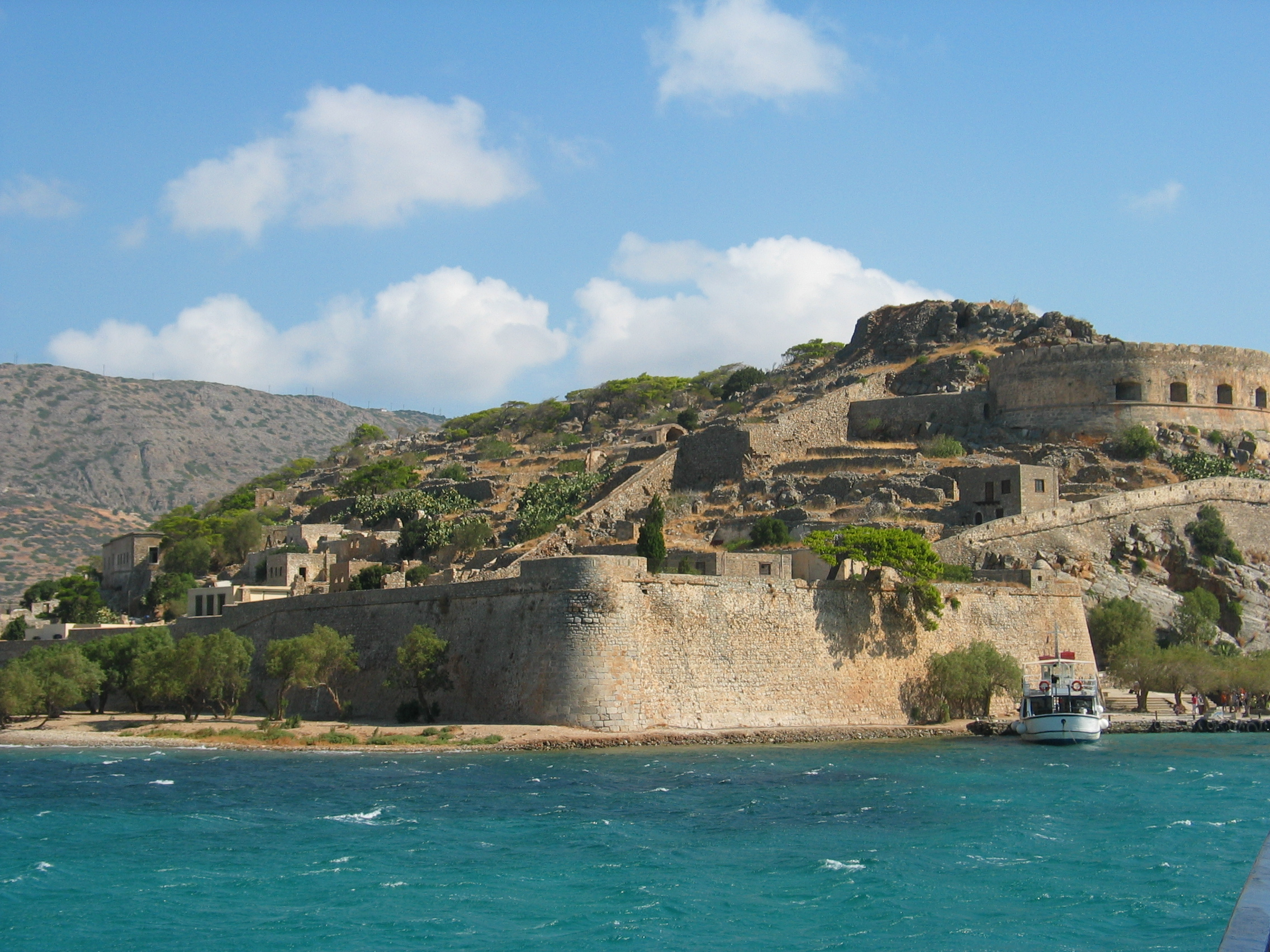
…Kalydon / Spinalonga
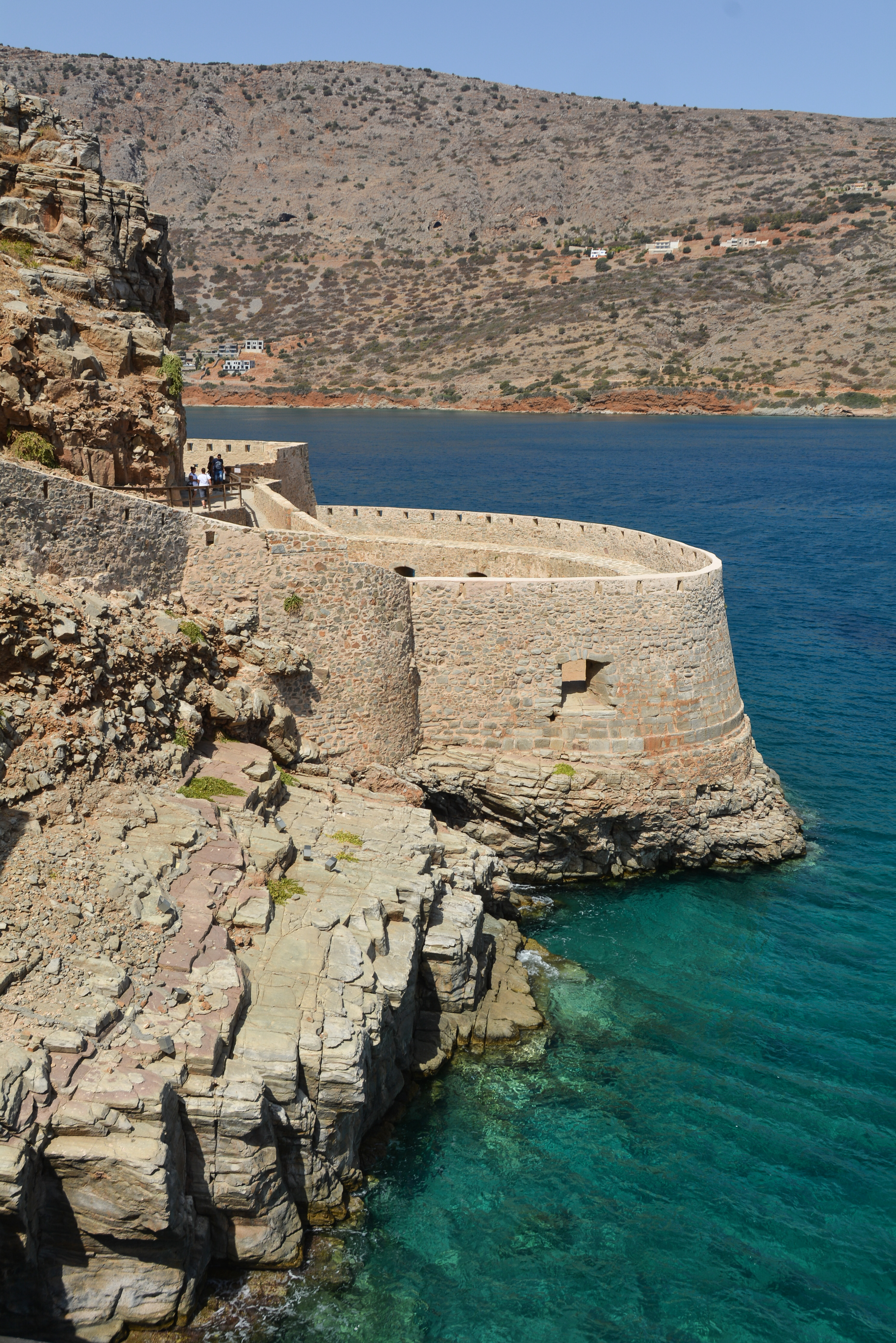
Tour de la forteresse

## Référence
1. ↑  Collectif, (el) Εξερευνήστε την Κρήτη (« Explorons la Crète »): Σπιναλογκα Spinalónga sur .